# Камберленд (округ, Мен)
Шаблон:StateAbbr_ 43°47′04″ пн. ш. 70°19′41″ зх. д. / 43.784477° пн. ш. 70.32798° зх. д.
Округ  Камберленд (англ. Cumberland County) — округ (графство) у штаті Мен, США. Ідентифікатор округу 23005.

## Історія
Округ утворений 1760 року.

## Демографія
За даними перепису 
2000 року 
загальне населення округу становило 265612 осіб, зокрема міського населення було 175128, а сільського — 90484.
Серед мешканців округу чоловіків було 128589, а жінок — 137023. В окрузі було 107989 домогосподарств, 67699 родин, які мешкали в 122600 будинках.
Середній розмір родини становив 2,95.
Віковий розподіл населення поданий у таблиці:
| Стать    | До 15 років | 15-21 | 22-29 | 30-39 | 40-49 | 50-65 | 65-85 | Понад 85 |
| -------- | ----------- | ----- | ----- | ----- | ----- | ----- | ----- | -------- |
| Чоловіки | 26568       | 12309 | 12787 | 21136 | 21607 | 20148 | 12772 | 1262     |
| Жінки    | 24895       | 11673 | 13004 | 21970 | 22922 | 21269 | 17756 | 3534     |

## Суміжні округи
- Андроскоґґін — північ
- Саґадагок — північний схід
- Йорк — південний захід
- Оксфорд — північний захід

## Виноски
1. ↑  U.S. Decennial Census. United States Census Bureau. Архів оригіналу за 26 квітня 2015. Процитовано 7 вересня 2014.
2. ↑  Historical Census Browser. University of Virginia Library. Архів оригіналу за 12 грудня 2009. Процитовано 7 вересня 2014.
3. ↑  Population of Counties by Decennial Census: 1900 to 1990. United States Census Bureau. Архів оригіналу за 23 січня 2015. Процитовано 7 вересня 2014.
4. ↑  Census 2000 PHC-T-4. Ranking Tables for Counties: 1990 and 2000 (PDF). United States Census Bureau. Архів оригіналу (PDF) за 18 грудня 2014. Процитовано 7 вересня 2014.
5. ↑  State & County QuickFacts. United States Census Bureau. Архів оригіналу за 9 липня 2011. Процитовано 18 серпня 2013.(англ.) Наведено за англійською вікіпедією.
6. ↑  American FactFinder. Бюро перепису населення США. Архів оригіналу за 29 липня 2011. Процитовано 31 січня 2008.

| США | Це незавершена стаття з географії США. Ви можете допомогти проєкту, виправивши або дописавши її. |